# Michael Adams (Schachspieler)
Michael Adams (* 17. November 1971 in Truro, Cornwall) ist ein englischer Schachgroßmeister.

## Leben
Im Alter von 17 Jahren gewann er 1989 (im Jahr, in dem er den Großmeistertitel verliehen bekam) die Britische Meisterschaft. Diesen Erfolg konnte er in den Jahren 1997 (punktgleich mit Matthew Sadler), 2010, 2011, 2016, 2018, 2019, 2023 und 2025 wiederholen. 1993 gelang ihm beim Interzonenturnier in Biel die Qualifikation zum Kandidatenturnier des Weltschachverbands FIDE: er verlor 1994 im Achtelfinale in Wijk aan Zee gegen Boris Gelfand mit 3:5. 1993 qualifizierte er sich auch beim Qualifikationsturnier der PCA in Groningen für deren Kandidatenkämpfe. Er bezwang im Viertelfinale den Russen Sergey Tiviakov in New York City 1994 7,5:6,5 (nach Schnellschach-Stechen, 4:4 nach Turnierpartien) und unterlag im Halbfinale dem Inder Viswanathan Anand in Linares 1994 mit 1,5:5,5.
1995 belegte er im stark besetzten Turnier von Dos Hermanas zusammen mit Gata Kamsky und Anatoli Karpow den ersten Platz. 1997 nahm er an der FIDE-K.-o.-Weltmeisterschaft in Groningen teil. Erst im Halbfinale unterlag er Anand in einer „Sudden-death“-Blitzpartie. Anand trat dann gegen Karpow, den amtierenden FIDE-Weltmeister, an.
In Dortmund 1998 wurde Adams Zweiter, punktgleich mit dem Sieger Wladimir Kramnik und Pjotr Swidler. 1999 war er in Dos Hermanas alleiniger Sieger vor Kramnik, Anand, Karpow, Swidler, Topalow und Judit Polgár. 2004 gelangte er bei der FIDE-K.-o.-Weltmeisterschaft in Tripolis ins Finale, unterlag aber dem Usbeken Rustam Kasimjanov.
Im Juni 2005 verlor er einen Wettkampf gegen das Computerprogramm Hydra deutlich mit 0,5:5,5. Bei der FIDE-Weltmeisterschaft 2005 in San Luis belegte er unter acht Teilnehmern Platz 7.
Im April 2008 gewann er das Ruy Lopez Masters in Mérida mit 5,5 Punkten aus 7 Partien.
Sein Turniersieg beim Sparkassen Chess Meeting in Dortmund im August 2013 – mit einem Ergebnis von 7 aus 9 Punkten und einer Rating-Performance von 2923 Elo vor Wladimir Kramnik, Peter Leko und Arkadij Naiditsch – gilt als der bis dahin größte Erfolg seiner Karriere.
Adams war Spieler des Jahres der British Chess Federation 1990, 1993 bis 1996 und 1998 bis 2002. Seine höchste Platzierung in der Weltrangliste erreichte Adams mehrmals mit Rang vier in den Jahren 2000 bis 2002.
Adams ist verheiratet mit der Schauspielerin Tara MacGowran.

## Mannschaftsschach

### Nationalmannschaft
Adams hat seit 1990 mit der englischen Mannschaft an allen Schacholympiaden teilgenommen, dabei spielte er seit 1998 ununterbrochen am Spitzenbrett. Sein bestes Ergebnis war ein dritter Platz 1990 in Novi Sad, in der Einzelwertung erreichte er 2004 in Calvià am Spitzenbrett den dritten und 2014 in Tromsø den zweiten Platz. Michael Adams nahm seit 1989 an zehn Mannschaftseuropameisterschaften teil und gewann den Wettbewerb 1997 in Pula mit der englischen Mannschaft. 2001 in León und 2011 in Porto Carras erreichte er jeweils das beste Einzelergebnis am Spitzenbrett. Adams gehörte bei den Mannschaftsweltmeisterschaften 1989 und 1997 zur englischen Auswahl.

### Vereinsschach

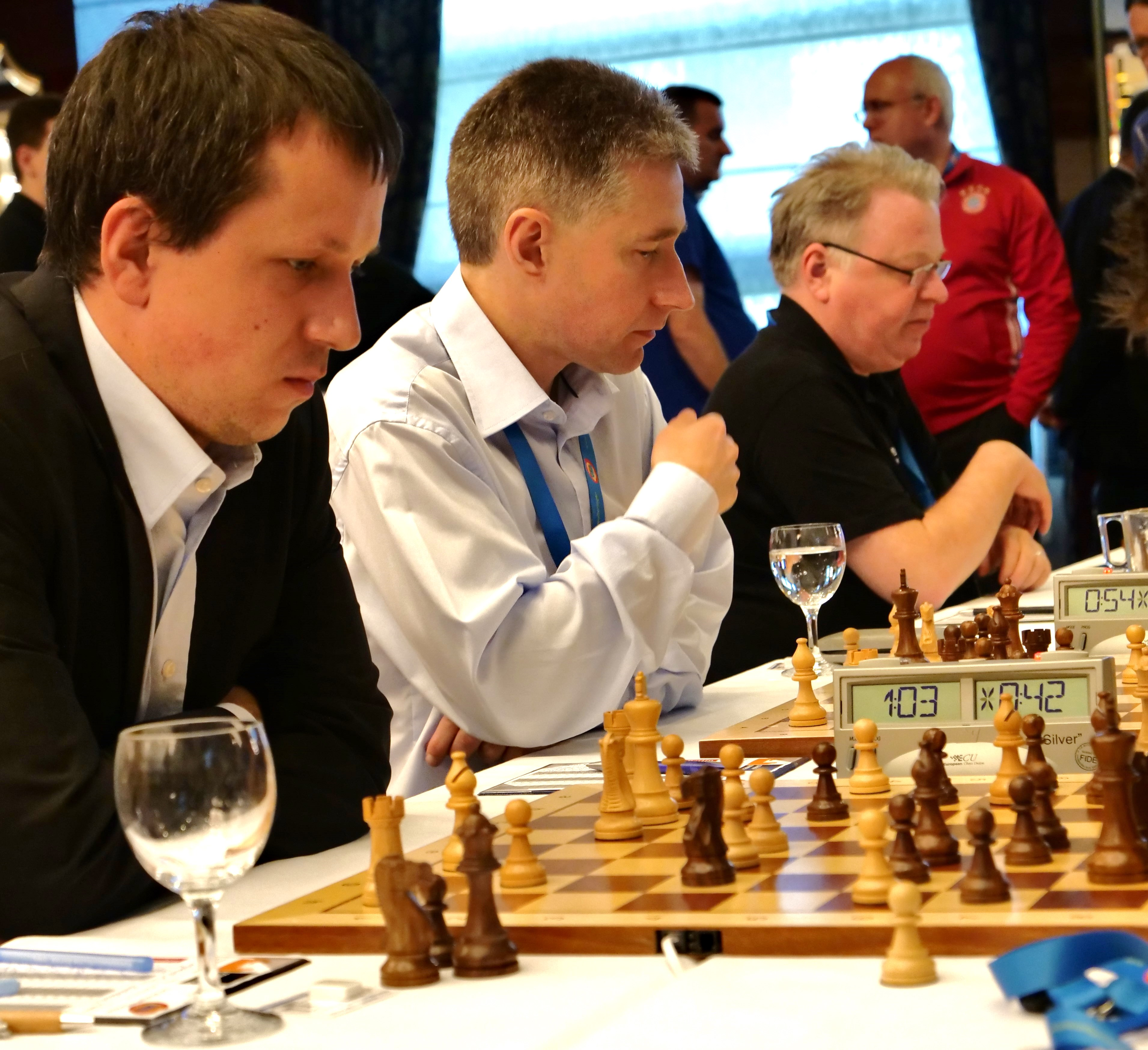
Mit Radosław Wojtaszek (vorn li.) für die OSG Baden-Baden in der Bundesliga-Endrunde 2018 in Berlin (hinten sitzend: Gerald Hertneck)

In der britischen Four Nations Chess League (4NCL) spielte Adams von 1995 bis 1998 bei Slough, von 2000 bis 2002 bei The ADs, von 2002 bis 2006 bei Wood Green, von 2008 bis 2011 bei Pride and Prejudice, von 2011 bis 2014 bei Wood Green Hilsmark Kingfisher und in der Saison 2018/19 bei Guildford. Er gewann die 4NCL 1996, 2001, 2002, 2003, 2005, 2006, 2011, 2012 und 2019.
In der deutschen Schachbundesliga spielte Michael Adams von 1994 bis 2000 für die SG 1868-Aljechin Solingen, von 2000 bis 2003 für den Lübecker Schachverein von 1873 (bei dem er auch für die Saison 2003/04 gemeldet war, allerdings zog der Lübecker SV seine Mannschaft vor Saisonbeginn zurück), in der Saison 2004/05 für die SG Porz (bei der er auch in der Saison 2005/06 gemeldet war, aber keine Partie spielte), seit 2008 spielt er bei der OSG Baden-Baden. Adams wurde 1997, 2001, 2002, 2003, 2009, 2010, 2011, 2012, 2013, 2014, 2015, 2017, 2018, 2019 und 2020 deutscher Mannschaftsmeister. Die niederländische Hoofdklasse beziehungsweise Meesterklasse gewann Michael Adams 1996, 1999, 2000 und 2006 mit De Variant Breda.
In der höchsten französischen Spielklasse (bis 2003 Nationale I, anschließend bis 2010 Top 16, seitdem Top 12) spielte Adams bis 2002 bei Cannes Echecs, von 2002 bis 2006 bei Paris NAO, mit dem er 2003, 2004, 2005 und 2006 französischer Mannschaftsmeister wurde, in der Saison 2006/07 beim Club de Chess 15 und in der Saison 2010/11 bei Évry Grand Roque. Die bosnische Premijer Liga gewann Adams 2002 mit dem ŠK Bosna Sarajevo.
In der spanischen Mannschaftsmeisterschaft spielte Adams 2001 für den Meister CA Tiendas UPI Mancha Real und von 2007 bis 2009 für die Mannschaft von CA Linex-Magic Mérida, mit der er 2007 und 2009 den Titel gewann.
Am European Club Cup hat Adams seit 1993 17-mal teilgenommen und gewann diesen 1998 mit De Variant Breda, 2002 mit dem ŠK Bosna Sarajevo, 2003 und 2004 mit Paris NAO, 2007 mit CA Linex Magic Mérida und 2014 mit SOCAR Baku. Individuelle Goldmedaillen gewann er 2009 am fünften und 2015 am vierten Brett.